# Шушљици
Шушљици су насељено мјесто у Босни и Херцеговини, у општини Бугојно, које административно припада Федерацији Босне и Херцеговине. Према попису становништва из 1991. у насељу је живјело 15 становника.

## Становништво
Према попису становништва из 1991. године ту је живело 15 становника и сви су се изјаснили као Срби. Крсна слава им је Свети Стефан.
| Националност       | 1991. | 1981. | 1971. | 1961. |
| Срби               | 15    | 26    | 57    | 54    |
| Муслимани          |       |       | 3     |       |
| остали и непознато |       |       |       |       |
| Укупно             | 15    | 26    | 60    | 54    |

| Демографија | Демографија | Демографија |
| Година      | Становника  | Становника  |
| ----------- | ----------- | ----------- |
| 1961.       | 54          |             |
| 1971.       | 60          |             |
| 1981.       | 26          |             |
| 1991.       | 15          |             |

## Познати носиоци презимена Шушљик
- Горан Шушљик, глумац